# Sindicatos en la Unión Soviética

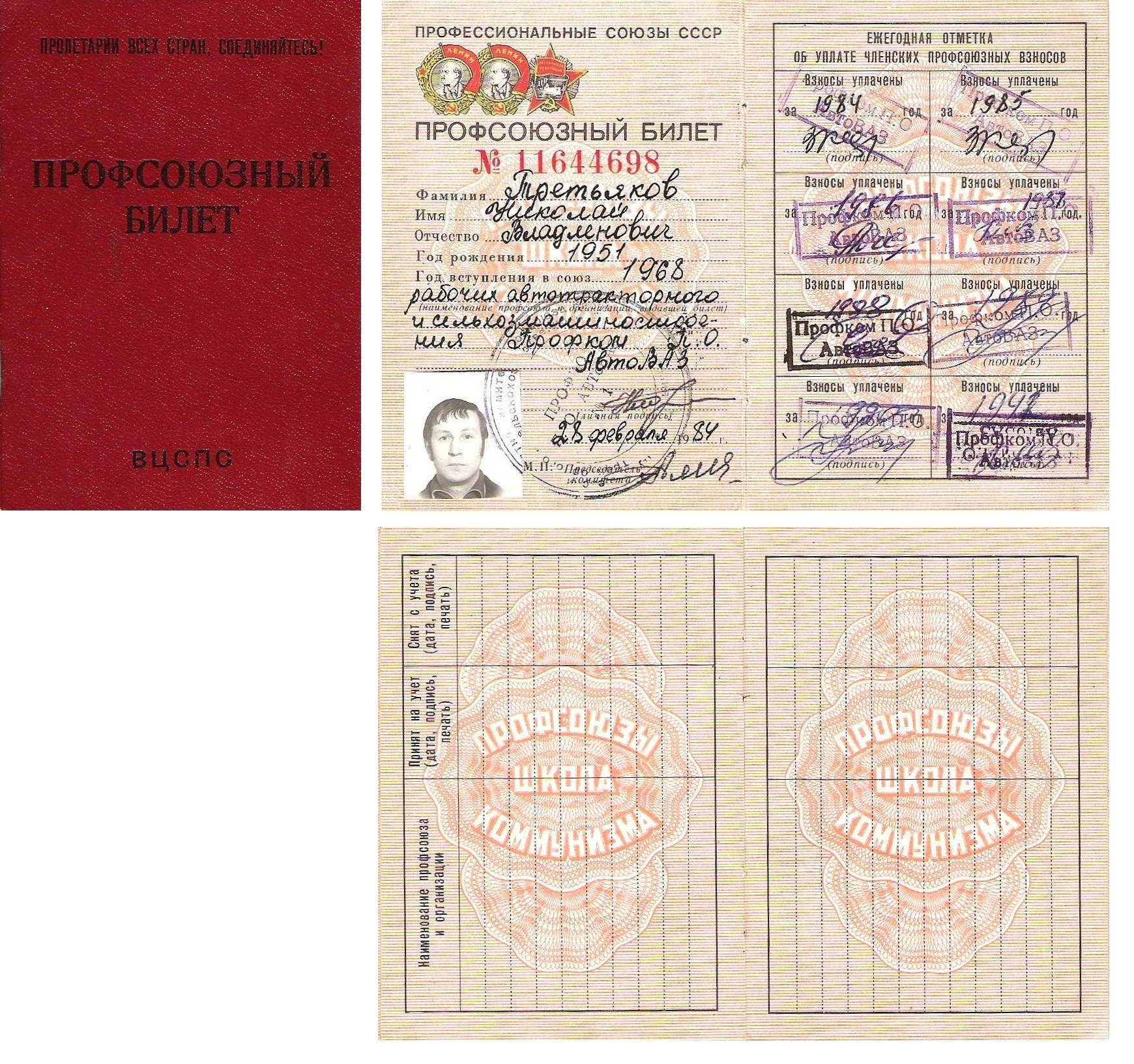
Una tarjeta de miembro del Consejo Central de Sindicatos de la URSS. El lema era que "los sindicatos son una escuela de comunismo ".

Los sindicatos de la Unión Soviética, encabezados por el Consejo Central de Sindicatos de toda la Unión (VTsSPS en sus siglas rusas), tenían una relación compleja con la dirección industrial, el Partido Comunista de la Unión Soviética y el gobierno soviético, dado que se suponía que ideológicamente la Unión Soviética era un estado en el que los miembros de la clase trabajadora gobernaban el país y se administraban a sí mismos.
Durante la Revolución Rusa y la Guerra Civil Rusa que siguieron inmediatamente, hubo todo tipo de ideas sobre cómo organizar y administrar las industrias, y mucha gente pensó que los sindicatos serían el vehículo del control de las industrias por parte de los trabajadores. En la era estalinista de la década de 1930, estaba claro que el partido y el gobierno establecían las reglas y que a los sindicatos no se les permitía desafiarlas de ninguna manera sustancial. En las décadas posteriores a Stalin, lo peor de la impotencia de los sindicatos había pasado, pero los sindicatos soviéticos seguían siendo algo más cercano a los sindicatos de empresa, respondiendo al partido y al gobierno, que a organizaciones verdaderamente independientes. Sin embargo, desafiaron aspectos de mala administración con más éxito que con Stalin, y jugaron papeles importantes en la trama de la vida diaria, como usar un club deportivo, obtener boletos para el teatro, reservar estadías de vacaciones y más.
En el momento de la disolución de la Unión Soviética, el sistema sindical constaba de treinta sindicatos organizados por rama ocupacional, incluyendo alrededor de 732.000 locales y 135 millones de miembros en 1984; los sindicatos agrupaban a casi todos los empleados soviéticos con la excepción de unos 4 a 5 millones de koljozniks. El Consejo Central de Sindicatos de toda la Unión sirvió como organización coordinadora de los treinta sindicatos de rama y fue, con mucho, la organización pública más grande de la Unión Soviética.

## Cronología

### Primeras décadas
Los sindicatos soviéticos, encabezados por el Consejo Central de Sindicatos de toda la Unión (Всесоюзный Центральный Совет Профессиональных Союзов, ВЦСПС [VTsSPS]), remontan su historia a la Unión Soviética 15 años antes de que se fundara, en la Revolución Rusa en 1905. En ese momento, había un movimiento floreciente en el Imperio ruso hacia los derechos de los trabajadores, no solo entre los socialistas que buscaban el control de la industria por parte de los trabajadores (sindicalismo, democracia sindical, etc.) sino también entre los trabajadores socialmente conservadores que simplemente querían una mejor educación, mejores condiciones de trabajo y una mejor remuneración y estaban dispuestos a organizarse para conseguirlos. Simultáneamente, sin embargo, la fundación de sindicatos en el Imperio Ruso en este momento fue salada con influencia por la Okhrana, que buscó cooptar este movimiento desde sus inicios para mantenerlo bajo control. Hoy en día no es fácil saber cuánta influencia tuvo la policía en el control del incipiente movimiento popular, ya que la historiografía soviética sobrescribió en su mayoría cualquier rastro histórico anterior a la revolución que quedara.
Muchos sindicatos fueron cerrados o restringidos en vísperas de la Primera Guerra Mundial y durante esa guerra, pero revivieron después de la Revolución de febrero de 1917, y sus líderes fueron elegidos democráticamente en los meses siguientes. Después de la Revolución de Octubre de ese mismo año, algunos anarquistas y bolcheviques esperaban que los sindicatos administraran la industria (administración participativa). Un comité de fábrica fuerte había surgido en un movimiento de trabajadores que ocupaban lugares de trabajo o obligaban a sus jefes a cumplir con las demandas, ya que el gobierno ya no los protegería. Sin embargo, cuando los bolcheviques tomaron y consolidaron el poder, este movimiento terminó con la nacionalización de las industrias.
Con la Guerra Civil Rusa y la política bolchevique de comunismo de guerra, los sindicatos perdieron personal ante el gobierno, el partido y los órganos militares. Los órganos económicos gubernamentales, como el Consejo de Economía de toda Rusia (VSNKh), asumieron cada vez más el papel principal en la dirección de la industria, que perdió muchos trabajadores debido a la crisis económica. El partido comunista de los bolcheviques, el Partido Obrero Socialdemócrata Ruso (bolcheviques), ejercía un control cada vez mayor sobre los sindicatos, al que incluso muchos dirigentes sindicales comunistas resistieron. Al final de la Guerra Civil, se produjo una disputa sobre el papel de los sindicatos dentro del partido, que se había convertido en el Partido Comunista Ruso (bolcheviques) y pronto se convertiría en el Partido Comunista de la Unión Soviética.
León Trotski, Nikolái Krestinski y algunos otros insistieron en la militarización de los sindicatos y en convertirlos en parte del aparato gubernamental. La Oposición de Trabajadores (Aleksándr Shliápnikov, Aleksandra Kolontái) exigió que los sindicatos manejen la economía a través de un "Congreso de Productores de Todos los Sindicatos" y que los trabajadores comprendan una mayoría de miembros y líderes del Partido Comunista; había varias otras facciones. Finalmente, todos ellos fueron derrotados en el X Congreso del Partido Comunista Ruso (Bolcheviques) por la llamada "Plataforma de los Diez" encabezada por Lenin, que pedía que los sindicatos educaran a los trabajadores como "escuelas del comunismo" sin convertir a los sindicatos en instituciones estatales. Después de ese congreso, Vladímir Lenin dijo que "los sindicatos son una escuela de comunismo" se convirtió en un eslogan indiscutible.
Al igual que el Partido Comunista, los sindicatos operaban según el principio del centralismo democrático y consistían en jerarquías de órganos electos desde el nivel de gobierno central hasta la fábrica y los comités locales.
Debido al curso que se determinó cuando los bolcheviques derrotaron otros modelos de socialismo, los sindicatos soviéticos terminaron, de hecho, en organizaciones gubernamentales cuyo objetivo principal no era representar a los trabajadores sino promover los objetivos de la dirección, el gobierno y el PCUS y principalmente intereses de producción promovidos. En este sentido, a través de la lente occidental de una dicotomía de sindicatos independientes versus sindicatos de empresa, eran más exactamente comparables a los sindicatos de empresa, ya que "a diferencia de los sindicatos en Occidente, la variedad soviética no luchan por los intereses económicos de los trabajadores. Son cintas transportadoras para las instrucciones del Partido, que conllevan castigos y recompensas a los trabajadores industriales y agrícolas colectivos. Los sindicatos soviéticos trabajan con su empleador, el gobierno, y no contra él". Lo mismo sucedió con los sindicatos en los estados satélites soviéticos del Bloque Oriental entre finales de la década de 1940 y finales de la de 1980 (excepto que Solidaridad en Polonia rompió con la subordinación total durante la década de 1980). Los sindicatos en China también están subordinados al partido y a la planificación económica estatal.

### Era de Stalin
Durante el gobierno de Lenin, en el X Congreso del Partido Comunista Ruso (b) fue aprobada una resolución titulada Acerca de la unidad del partido por la que se disolvió y prohibió cualquier facción dentro del Partido con el pretexto de que las discusiones dentro del Partido distraen la atención de "resolver problemas prácticos reales". Esta resolución cambió radicalmente el equilibrio en la noción de "centralismo democrático" de "democrático" a "centralismo" y ayudó a sentar las bases para las futuras políticas económicas de planificación centralizada de Iósif Stalin.
Durante la Gran Purga, la distorsión de intereses, mediante la cual los sindicatos lucharon por los intereses de la producción estatal en lugar de los intereses directos de compensación y seguridad de los trabajadores, llegó al punto del absurdo, ya que los sindicatos no pudieron contrarrestar ningún grado de condiciones de trabajo inseguras o salarios bajos si el partido y el estado decidían que debían hacerse los sacrificios. El jefe del consejo sindical durante la década de 1920, Mijaíl Tomski, primero fue depuesto y algunos años después se suicidó para evitar la falsa persecución de las purgas. Fue rehabilitado décadas más tarde bajo la desestalinización. 
No todo fue antipático durante esta época. Muchas personas vivían vidas pobres pero optimistas y relativamente mejoradas, asistiendo con entusiasmo a diversas formas de escuelas, incluidas escuelas nocturnas para trabajadores, escuelas de oficios (tekhnikums, institutos) y otras. Los sindicatos organizaron programas de recuperación de lectura para ayudar a los adultos analfabetos a aprender a leer y escribir, ya que el  analfabetismo era un problema común en ese momento; sólo había sido en una sola vida que la servidumbre había terminado, y gran parte de la población acababa de salir de los orígenes y estilos de vida campesinos tradicionales que implicaban una educación mínima. La guerra civil había provocado que muchas personas capacitadas huyeran de las tierras del antiguo imperio. Había una sobreabundancia de trabajadores no calificados pero escasez de la mayoría de los trabajadores calificados, una situación en la que el partido, todos los niveles de gobierno, administraciones de plantas industriales y sindicatos trabajaron en remediar con programas de educación y capacitación. Esta fue una época en la que gran parte de la población todavía era optimista sobre el potencial del socialismo leninista. A diferencia de la década de 1980, cuando quedaban muy pocos que creyeran con entusiasmo en el sistema burocrático, todavía había espíritu de cuerpo entre muchos miembros del público, por lo que estaban dispuestos a trabajar duro y soportar dificultades en aras de la construcción de una sociedad que continuaría desarrollando niveles crecientes de educación y estándar de vida. Así, por ejemplo, la vida laboral de los médicos en Magnitogorsk en la década de 1930 se describió en las memorias de John Scott : "Los médicos soviéticos tenían una jornada laboral legal de cuatro o cinco horas. Si trabajaban más que esto, recibían pagas por horas extraordinarias. En Magnitogorsk, debido a la tremenda escasez de médicos, la mayoría de ellos trabajaba de uno y medio a dos, y a veces incluso de dos y medio a tres trabajos, lo que significaba hasta quince horas. Esto era estrictamente ilegal, pero dado que no había suficientes médicos, el Sindicato de Trabajadores Médicos permitió a la Junta de Salud que permitiera a sus empleados trabajar más de la jornada legal"
Robert W. Thurston demostró que el control estatal de los sindicatos no siempre, ni siquiera por lo general, significa que los miembros de los sindicatos sean "víctimas" totalmente impotentes del estado. No significa que nunca critiquen nada y no tengan poder para efectuar cambios en las condiciones de trabajo; más bien, lo que significa es que existen fuertes límites a la crítica de los niveles superiores del sistema y, como contrapartida, una tendencia aún mayor a criticar a los niveles inferiores. En general, los ciudadanos de una sociedad autoritaria no son todos "víctimas" del sistema; muchos son participantes activos e incluso defensores.

### Después de Stalin
Antes de lo peor del Terror y en las décadas posteriores a Stalin, los sindicatos soviéticos sí tuvieron algún aporte con respecto a los planes de producción, las mejoras de capital en las fábricas, la construcción de viviendas locales y los acuerdos de remuneración con la administración. Después de Stalin, los sindicatos también fueron autorizados a proteger a los trabajadores contra la arbitrariedad burocrática y administrativa, a garantizar que la administración se adhiriera a los convenios colectivos y a protestar por las condiciones de trabajo inseguras. Sin embargo, las huelgas fueron aún más o menos restringidas, lo que representa un elemento del estalinismo que persistió incluso durante el deshielo de Jruschov; los sindicatos siguieron siendo socios de la dirección en el intento de promover la disciplina laboral, la moral de los trabajadores y la productividad. Los sindicatos organizaron concursos de emulación socialista y premios otorgados por el cumplimiento de cuotas. También distribuyeron prestaciones sociales, gestionaron instalaciones culturales y deportivas (Palacios de la Cultura), emitieron pases a centros de salud (como balnearios) para vacaciones subvencionadas (una idea popular concebida en la década de 1920, que incluso el régimen nazi había cooptado, aunque en su mayoría no se dio cuenta para los soviéticos hasta después de la guerra), supervisó la construcción de viviendas locales y de fábricas, proporcionó servicios de catering y otorgó pagos de bonificaciones. El periódico Trud y la revista Советские профсоюзы (Sindicatos Soviéticos) fueron los principales medios de comunicación del sistema sindical soviético.

### Periodo soviético tardío
El sistema sindical en la Unión Soviética tardía consistía en treinta sindicatos organizados por rama ocupacional. Incluyendo alrededor de 732.000 locales y 135 millones de miembros en 1984, los sindicatos agrupaban a casi todos los empleados soviéticos con la excepción de unos 4 a 5 millones de koljozniks. Las empresas que empleaban a veinticinco o más personas tenían locales y la afiliación era obligatoria. Las cuotas eran aproximadamente el 1% del salario de una persona. El Consejo Central de Sindicatos de toda la Unión sirvió como organización coordinadora de los treinta sindicatos de rama y fue, con mucho, la organización pública más grande de la Unión Soviética.
La afiliación sindical influyó en las operaciones sindicales sólo a nivel local, donde un promedio del 60% de los miembros del comité central de un sindicato eran trabajadores de base.
A principios de la década de 1980, el nuevo poder político alcanzado por el movimiento sindical polaco, Solidaridad, despertó un gran interés y emoción en la Unión Soviética, desde la emoción y el optimismo en muchos hasta la repugnancia y el disgusto en otros, dependiendo de las simpatías con la ortodoxia soviética (o falta de ella). La cantidad sustancial del primero es respetablemente lógica; había muchas personas en la URSS y el Bloque del Este que estaban dispuestas a aceptar las fallas del sistema siempre que estuvieran bastante seguras en su posición dentro de su orden jerárquico, especialmente dado que durante medio siglo la única alternativa real había sido la primera, o de lo contrario lo que se lograría sería el estatus de ciudadano de segunda clase (real aunque no nominal) o el gulag. No estaban dispuestos a recibir un poder político advenedizo e independiente del partido por parte de los sindicatos. Pero muchos otros estaban listos desde hace mucho tiempo para la reforma del estancamiento y la subordinación sin fondo, y estos otros estaban dispuestos a intentar afirmar algún ímpetu para la reforma. Los sindicatos soviéticos se volvieron un poco más vocales en la protección de los intereses de los trabajadores.

## Papel en el sistema de clases soviético, chekismo y gobierno del partido
David K. Willis analizó el sistema de clases soviético de facto, incluido el importante papel de los sindicatos en él, en una monografía de 1985. La ideología soviética reconoció la clase social en la sociedad soviética, pero reconoció sólo una versión idealizada de ella, no la realidad de facto. El ideal era doble: a largo plazo, una vez que comenzara el comunismo, que en términos ideológicos soviéticos significaba el advenimiento de la verdadera sociedad comunista después de la sociedad socialista, la cultura soviética carecería de clases en el sentido de que todos pertenecerían a una única clase de trabajadores dentro de la cual habría diversidad de tipos/especializaciones pero no estratos de privilegio. En el corto y mediano plazo, en preparación para ese desarrollo, se suponía que la Unión Soviética tenía un sistema de clases marxista-leninista en el que dos clases, trabajadores y campesinos, habían vencido (a través de la violencia y el paternalismo), por el conflicto de clases, a todas las demás clases;no socialistas; (tales como comerciantes burgueses, kulaks, capitalistas industriales/financieros, nobles y la familia real) y en el que la intelectualidad y, de hecho, el propio Partido eran subconjuntos de los trabajadores (específicamente, subconjuntos de vanguardia). Sin embargo, la realidad de la clase que surgió en la década de 1940 y persistió durante la década de 1980 fue bastante diferente en el sentido de que había muchos estratos sociales matizados, antropológicamente con más en común con las culturas imperiales y aristocráticas (como la del Imperio ruso) de lo que jamás podría haber existido y ser admitido oficialmente. La versión soviética fue moldeada por los efectos secundarios de la planificación central —escasez de material y conexiones interpersonales que comercian con la corrupción sistémica— más que por el dinero. El objetivo de jugar con el sistema era adquirir prestigio social, y fichas visibles o insignias del mismo, que demostraban que el talento de uno para el juego sobrepasaba el talento de los demás. Los sindicatos y los sindicatos creativos tuvieron un papel importante en este sistema de klass al ser el foro en el que se operaban muchas de las conexiones interpersonales que comerciaban con la corrupción, con exclusión forzosa para las personas que no cumplían con las reglas no escritas. Personas que deseaban competir en la escalada social competitiva generalizada entre los estratos necesitaban su afiliación sindical como una de las herramientas de apalancamiento. Por ejemplo, había que ser visto asistiendo a buenas representaciones teatrales, poseyendo electrodomésticos deseables fabricados en el extranjero y comiendo buenos cortes de carne, pero las entradas para las buenas representaciones y las oportunidades para comprar los productos codiciados eran escasas, y la distribución estaba controlada por las redes sociales. El chekismo y el gobierno de partido único estaban firmemente establecidos y protegidos por este sistema, porque la buena reputación de uno en el sindicato dependía de permanecer en el lado correcto de los enlaces/agentes del KGB de los sindicatos y de la organización de su partido.
Con respecto a la Universidad Estatal de Moscú durante la era soviética, Willis describió a los padres pidiendo favores klass con la "estructura de poder triangular de la Universidad: la rama del Partido local, la Liga de Jóvenes Comunistas (rama local) y el comité sindical". En la superficie, podría parecer que esto contradice una declaración de Willis en otra parte de que "los sindicatos soviéticos tienen poco poder" y que "son simplemente cintas transportadoras en las que la disciplina del Partido y las recompensas llegan a la fuerza laboral, e informes sobre el estado de ánimo y las quejas de los trabajadores". Sin embargo, la consistencia se encuentra comprendiendo que el propósito original de los sindicatos a luchar por los intereses de los trabajadores a una mejor remuneración y seguridad ya no era lo que los sindicatos soviéticos buscaban, de facto, desde la década de 1930 en adelante, aunque se mantuvo de jure dicha identidad. En cambio, eran instrumentos del gobierno del partido, que influían en las elecciones y decisiones personales de los miembros con zanahorias y palos. Las declaraciones de su "poco poder" se refieren implícitamente a la suposición de que luchar por los intereses de los trabajadores era su propósito, que estaba en el papel pero no en la realidad. De hecho, tenían amplio poder para su propósito real, que era imponer la conformidad con las zanahorias y los palos. Ésta es también la razón por la que las declaraciones desdeñosas de que "los sindicatos eran sólo para obtener beneficios" son engañosas. Fue precisamente controlando la comodidad de los miembros, o la falta de ella, que los sindicatos ayudaron al partido y al gobierno a gobernar, y esto constituyó una fuerza socioeconómica real y completamente política, no simplemente un reparto apolítico de golosinas. Como señaló Willis, el sistema económico soviético era diferente a los occidentales en esas organizaciones: partido, estado, gobierno, en muchos casos no había "comprar en otra tienda si no te gusta esta", por así decirlo, como en Occidente. Por tanto, la negación de privilegios por parte de un sindicato podría acabar con la autoexpresión. Más que un acto apolítico, (muy al contrario) representaba el poder político y era parte del aparato de censura soviético. El papel de los sindicatos como un análogo de los sindicatos de empresa ayudó a hacer cumplir la planificación de la economía soviética del gobierno, al ejercer presión sobre los miembros para cumplir el plan (cumplir con las cuotas), informar sobre la disidencia y mantener la hegemonía. La historia de RABIS (el Sindicato de Trabajadores del Arte), AJRR (Asociación de Artistas de la Rusia Revolucionaria) y la Unión de Artistas de la URSS son ilustrativos.
Los órganos de seguridad (p. ej., OGPU, NKVD, NKGB, MGB, KGB) a menudo utilizaban títulos y deberes de VTsSPS como cobertura no oficial para sus oficiales que visitaban otros países o escoltaban a visitantes extranjeros en recorridos (cuidadosamente organizados) por la URSS y sus empresas. Este aspecto de cobertura policial continuó durante toda la vida de la URSS.
Thurston mostró cómo una comprensión completa de los sindicatos en un sistema autoritario incluye comprender que no todos en una sociedad así son "víctimas" de ella. Muchos son participantes activos e incluso defensores de ella. Muchos soviéticos participaron activamente en el sistema sindical y pudieron criticar hasta ciertos niveles de ciertas formas seguras, excepto durante los momentos álgidos de las purgas, como durante el mismo 1937. El estudio de Willis, discutido anteriormente, confirma este aspecto, mostrando que las personas que "ganaron" en el esfuerzo por lograr Klass no eran en modo alguno las "víctimas" del sistema: todo lo contrario, eran sus partidarios activos. Sin embargo, esto tampoco significa que el sistema no fuera autoritario. Más bien, lo que muestra es que muchas personas apoyarán un sistema autoritario con el fuerte aspecto del tribalismo intragrupo-exogrupo ("nosotros contra ellos"), en el que pertenecen a la tribu que apoya el sistema. En este esquema, tanto la oposición extranjera como la nacional son aplastadas políticamente como tribus opuestas/grupos externos, y la definición de oposición leal se limita a la oposición que es leal no solo al estado sino también a los niveles superiores del partido políticamente dominante.